# Scrooge; or Marley's Ghost
«Скрудж, или Призрак Марли» (англ. Scrooge; or Marley's Ghost) — немой короткометражный фильм режиссёра Уолтера Буфа по мотивам повести Чарльза Диккенса. Самая ранняя киноверсия «Рождественской песни». Премьера состоялась в Великобритании в ноябре 1901 года.
Фильм сохранился не весь. Исходная продолжительность фильма была 11 минут (620 сек), но до наших дней сохранилось только 5 мин (323 сек). 

## О фильме
Фильм снят на 35-миллиметровой чёрно-белой плёнке (до наших дней сохранилось только 620 футов) пионером английского кинематографа Р. У. Полом и режиссёром Уолтером Буфом. Как было общепринято на заре кинематографа, режиссёр решил адаптировать уже хорошо известную историю, в данном случае «Рождественскую песнь» Чарльза Диккенса, в убеждении, что знакомство зрителя с историей позволит сократить количество титров.
Фильм был показан королю Эдуарду VII и королеве Александре в Сандрихемском дворце в ноябре 1901 года в Королевской комнате.
Эбенезера Скруджа пугает призрак Марли. Позже к Эбенезеру начинают приходить духи Прошлого, Настоящего и Будущего